# Соната для фортепіано № 2 (Моцарт)
Соната для фортепіано № 2 В. А. Моцарта, KV 280, фа мажор написана 1774 року. Складається з трьох частин:
1. Allegro assai
2. Adagio
3. Presto

Соната триває близько 14 хвилин.